# O Se-geun
O Se-geun (오세근?; Incheon, 20 maggio 1987) è un cestista sudcoreano.

## Carriera
Con la Corea del Sud ha disputato i Campionati mondiali del 2014 e tre edizioni dei Campionati asiatici (2009, 2011, 2017).